# 拉娅勒·阿布德
拉娅勒·阿布德（阿拉伯語：ليال عبود，發音：[laj'ja:l ʕab'bu:d] ⓘ，1982年5月15日—）是一位黎巴嫩流行歌手、民俗音樂文娱工作者、有声抒情诗人、音乐会舞者、健身模特、穆斯林人道主义者。